# Guémappe
Guémappe település Franciaországban, Pas-de-Calais megyében. Lakosainak száma 410 fő (2022. január 1.). Guémappe Monchy-le-Preux, Vis-en-Artois, Wancourt, Chérisy és Héninel községekkel határos.

## Népesség
A település népességének változása:
| Lakosok száma | 349  | 344  | 348  | 336  | 349  | 361  | 378  | 394  | 410  |
|               | 2013 | 2015 | 2016 | 2017 | 2018 | 2019 | 2020 | 2021 | 2022 |